# React Native
React Native é um framework de código aberto criado pela Meta Platforms, Inc. 
É usado para desenvolver aplicativos para Android
, 
Android TV, 
iOS, 
macOS, 
tvOS, 
Web, 
Windows, 
e UWP, 
permitindo que os desenvolvedores usem a estrutura React juntamente com os recursos nativos de cada plataforma. 
Ele é usado para desenvolver aplicativos Android e iOS no Facebook, Microsoft e Shopify. 
Também está sendo usado para desenvolver aplicativos de realidade virtual na Oculus.

## História
Em 2012 Mark Zuckerberg comentou, "O maior erro que cometemos como empresa foi apostar demais em HTML5 em oposição ao nativo". Ele prometeu que o Facebook logo entregaria uma melhor experiência móvel.
Dentro do Facebook, Jordan Walke encontrou uma maneira de gerar elementos de interface do usuário para iOS a partir de um thread JavaScript em segundo plano. Eles decidiram organizar um Hackathon interno para aperfeiçoar esse protótipo para poder criar aplicativos nativos com essa tecnologia
Após meses de desenvolvimento, o Facebook lançou a primeira versão do React em 2015. Durante uma palestra técnica, Christopher Chedeau explicou que o Facebook já estava usando o React Native em produção.

## Implementação
Os princípios de funcionamento do React Native são virtualmente idênticos ao ReactJs, exceto que o React Native não manipula o DOM através do Virtual DOM. Ele é executado em um processo em segundo plano (que interpreta o JavaScript escrito pelos desenvolvedores) diretamente no dispositivo final e se comunica com a plataforma nativa por meio de uma serialização, uma ponte assíncrona e em lote.
O React Native não usa HTML. Em vez disso, trabalha com JavaScript puro com sintaxe JSX.

## Exemplo Olá Mundo
Um  Olá, Mundo em React Native(comentado):
```
// Importando os módulos necessários do React e React Native

import
 
React
 
from
 
'react'
;
 
// Importa o React para poder criar componentes

import
 
{
 
Text
,
 
View
 
}
 
from
 
'react-native'
;
 
// Importa os componentes nativos 'Text' e 'View' do React Native

// Criando um componente funcional chamado HelloWorldApp

const
 
HelloWorldApp
 
=
 
()
 
=>
 
{

  
return
 
(

    
// O componente 'View' é um contêiner que organiza os outros componentes dentro dele

    
<
View

      
style
=
{{

        
// 'flex: 1' faz o 'View' ocupar todo o espaço disponível

        
flex
:
 
1
,

        
// 'justifyContent' alinha os itens no eixo vertical

        
justifyContent
:
 
'center'
,

        
// 'alignItems' alinha os itens no eixo horizontal

        
alignItems
:
 
'center'
,

      
}}
>

      
{
/* O componente 'Text' exibe texto na tela */
}

      
<
Text
>
Olá
,
 
Mundo
!<
/Text> 

    
<
/View>

  
);

};

// Exportando o componente para que ele possa ser utilizado em outros arquivos

export
 
default
 
HelloWorldApp
;

```

1. ↑  «Releases – Facebook/React». GitHub (em inglês)
2. ↑  «Chapter 1. What Is React Native?». oreilly.com (em inglês). O’Reilly Media, Inc. Consultado em 30 de julho de 2020
3. ↑  «Android Release for React Native» (em inglês). Consultado em 14 de setembro de 2015
4. 1 2  Shankland, Stephen. «Mozilla's radical open-source move helped rewrite rules of tech». CNET (em inglês). Consultado em 11 de maio de 2022
5. ↑  «Building For TV Devices · React Native». reactnative.dev (em inglês). Consultado em 2 de outubro de 2020
6. 1 2  «React Native for Windows + macOS · Build native Windows & macOS apps with Javascript and React». microsoft.github.io (em inglês). Consultado em 2 de outubro de 2020
7. ↑  «React Native for Apple TV». React Native for Apple TV (em inglês). Consultado em 2 de outubro de 2020
8. ↑  «React Native for Web». GitHub (em inglês). Consultado em 6 de novembro de 2019
9. ↑  Windows Apps Team. «React Native on the Universal Windows Platform». blogs.windows.com (em inglês). Consultado em 6 de novembro de 2016
10. ↑  «Out-of-Tree Platforms». reactnative.dev (em inglês). Facebook, Inc. Consultado em 30 de julho de 2020
11. ↑  «React Native Showcase». react.native.dev (em inglês). Consultado em 4 de abril de 2023
12. ↑  «React Native in H2 2021 · React Native». reactnative.dev (em inglês). Consultado em 20 de agosto de 2021
13. ↑  «A Deep Dive into React Native». YouTube
14. ↑  «Bridging in React Native». 14 de outubro de 2015. Consultado em 16 de janeiro de 2018